# Hypersymmoca
Hypersymmoca är ett släkte av fjärilar. Hypersymmoca ingår i familjen praktmalar, Oecophoridae.
Kladogram enligt Catalogue of Life:
| Hypersymmoca | \| \| Hypersymmoca faecivorella \| \| \| \| \| \| Hypersymmoca psammocryptis \| \| \| \| |
|              | \| \| Hypersymmoca faecivorella \| \| \| \| \| \| Hypersymmoca psammocryptis \| \| \| \| |
|              | Hypersymmoca faecivorella                                                                |
|              |                                                                                          |
|              | Hypersymmoca psammocryptis                                                               |
|              |                                                                                          |